# بندافاسی
بندافاسی (به لاتین: Bandafassi) یک منطقهٔ مسکونی در سنگال است که در تامباوندا واقع شده‌است.